# Дедка золотой
Дедка золотой (лат. Sinictinogomphus clavatus) — вид стрекоз из семейства дедок подсемейства Lindeniinae. Единственный представитель рода Синиктиногомфусы Sinictinogomphus Fraser, 1939.

## Описание
Стрекозы длиной тела от 65 до 75 мм. Размах крыльев до 100 мм, костальная жилка ярко-жёлтая. У старых особей они темнеют. Бёдра ярко-жёлтые. Брюшко сверху с жёлтыми пятнами. На нижнем крае восьмого сегмента брюшка имеются крупные листообразные выросты. Половой диморфизм не выражен.

## Экология
Личинки развиваются преимущественно в озёрах, прудах и водохранилищах, но встречается и в полупроточных водоёмах. Взрослые особи летают с конца июня до начала сентября. Спаривание происходит в полёте над водой. Самки откладывают яйца вблизи берега, прикасаясь концом брюшка поверхности воды или растений.

## Распространение
Встречается от Вьетнама и Камбоджи до Японии, Кореи и юга Дальнего Востока России.